# Brisingr
Brisingr (ejtsd  'brɪsɪŋgəɹ ) az Örökség-ciklus harmadik része, a könyvet 2008. szeptember 20-án adták ki angolul. Ez a könyv követi az Eragont és az Elsőszülöttet. A Christopher Paolini által kitalált ősnyelven e szó jelentése „tűz”, ezt a varázslatot használta Eragon az első részben. A könyvnek van alcíme is: „Árnyékölő Eragon és Zafírpikkely Saphira hét ígérete”.
A könyv magyarul 2009. április 8-án jelent meg az Európa Könyvkiadónál.
Később Eragon a kardját is így nevezi el, és ha kimondja a nevét, akkor a kard elkezd lángolni.

## Cselekmény
|  | Alább a(z) Brisingr cselekményének részletei következnek! |

### Eragon szemszögéből
Eragon, Roran és Saphira Helgrindbe utazik, ahol Katrinát, Roran jegyesét tartják fogva. Még mielőtt maga a küldetés elkezdődne, Roran és Eragon a szerelemről beszélgetnek. Eragon kifejti, hogy sokkal biztonságosabb neki Aryát szeretni, viszonzatlanul, mint beleszeretni egy halandó nőbe, ugyanis ő már halhatatlan, és összetörné a szívét, ha látnia kellene a feleségét megöregedni és meghalni, úgy, hogy őt nem érinti meg az idő. Belopakodnak az erődbe és Saphira megöli a két Lethrblakát (kifejlett Ra'zac), amíg Roran végez az egyik Ra'zackal és megmenti Katrinát. Eragon megtalálja a bebörtönzött Sloant, Katrina apját és Carvahall árulóját. Eragon ott marad és eldönti, mi legyen az árulóval és megöli a másik Ra'zacot, míg Saphira, Roran és Katrina visszatérnek a vardenekhez. Eragon végül megöli a másik Ra’zacot, és aztán elmegy Helgrindből Sloannal, és Sloan igazi nevét használva, parancsolja neki, hogy induljon el a tündékhez. Eközben Arya elindul Eragonhoz, hogy segítsen neki visszajutni a vardenekhez. Megtalálja Eragont egy kis városban, Eastcroftban. Az úton hazafelé egyre közelebb kerülnek egymáshoz, és úgy tűnik, hogy Eragon érzelmei már nem teljesen viszonzatlanok. Arya végre egy kicsit megnyílik. Együtt térnek vissza a vardenekhez. A vardenekhez visszaérve megpróbálja leszedni az átkot Elváról, de a két lehetséges módból az egyiket próbálja csak ki és az nem működik. Ezután Elva úgy dönt, hogy magán tartja az átkot, hogy segítse a vardeneket. Ezek után Eragon adósságokat fizet vissza, valamint egyéb ügyeket rendez le.
Murtagh és sárkánya, Tövis, kicsivel Eragon visszatérte után támadják meg a vardeneket. Mielőtt harcba mennek, Eragonnak megint van egy kis jelenete Aryával. Tünde bűbájosok segítik Eragont a harcban Murtagh ellen, aki később elmenekül. A harcok után Roran és Katrina összeházasodik. Ezután Nasuada arra kötelezi Eragont, hogy vegyen részt az új törpe király megválasztásán, de Saphira nem mehet, hogy Eragon távozása titok maradjon az ellenség előtt. A törpéknél Eragon ismét találkozik Orikkal, aki most már a Dûrgrimst Ingeitum grimstborith-ja (klánfőnök). Az Az Sweldn rak Anhûin (Anhûin könnyei) klán kísérletet tesz Eragon meggyilkolására, ami sikertelen. Orik és a többi grimstborith eléri, hogy a klánt száműzzék. Orik megnyeri a törpék bizalmát, akik megválasztják királyuknak. Koronázása után Saphira megjavítja az Isidar Mithrimet, amit Arya tört el, amikor Eragonnak segített Durza megölésében.
Eragon és Saphira visszatér Ellesmérába, hogy folytassák a kiképzésüket. Oromis és Glaedr elmondja Eragonnak, hogy Brom és nem Morzan a fiú apja és hogy Murtagh csak a féltestvére. Oromis felfedi Galbatorix hatalmának titkát. Galbatorix több száz Eldunarít irányít, vagy más néven „szívek szívé”-t, mely megőrzi a sárkány öntudatát, amíg el nem pusztul. Bár egy sárkány fizikailag nem tud létezni az Eldunarí nélkül, mégis megoszthatja tudását és bölcsességét hordozójával. Ezután Eragon meglátogatja Rhunönt, a tünde kovácsot, aki segít Eragonnak új kardot készíteni, amit majd Brisingrnak nevez el, használva a fényacélt, amit Rhunön régóta keresett és amit a Menoa Fa alatt talál. Eragon meglátogatja Sloant, aki saját maga jött Ellesmérába Eragon varázslatának köszönhetően. Amikor Eragon és Saphira készülődnek vissza a vardenekhez, Oromis is velük tart. Oromis azt mondja ekkor: „Eljött az idő, hogy nyíltan szembeszálljunk Glaedrral Islanzadí oldalán." Gladr Eragonnak adja Eldunaríját, mielőtt szétválnának.
Eragon és Saphira visszatér a vardenekhez egy ostrom közepén Feinster városában. Eragon és Arya megtalálják a város vezetőjét, Lady Lorannát, aki a bűbájosai segítségével új Árnyat akar létrehozni. Eragon és Arya sietnek, hogy megöljék a bűbájosokat és az új Árnyat. Eragon többször eszméletét veszti, ahogy Glaedr mutatja, hogy Oromis és Murtagh Gil’ead közelében harcol. Galbatorix irányítja Murtaghot és megöli Oromist. Glaedr nekiront Tövisnek, aki kijátssza Glaedrt és megöli őt. Amint Eragon kikerül az önkívületből, ő és Arya megölik az Árnyat. Eragon elmondja a tündének, hogy Oromis meghalt. Arya is megkapja az Árnyékölő nevet. A sikeres ostrom után Eragon elmondja Nasuadának és Aryának is, mit tudott meg Oromistól és Glaerdtól. Nasuada pedig elmondja Eragonnak, hogy elmennek Belatonába, aztán útba veszik Dras-Leonát, majd végül Urû'baent, hogy megöljék Galbatorixot.

### Roran szemszögéből
Roran felkészül a közelgő csatákra. Nasuada a saját pavilonjába hívatja, ahol megkérdezi, szeretne-e szolgálni a vardenek seregében, amit Roran elfogad. Ám először még össze kell házasodnia Katrinával, a ceremóniát pedig Eragon vezeti majd. Elfogadja ezt, és elkezd készülődni az esküvőre. Az esküvő napján a vardeneket megtámadja Murtagh és Tövis, de a ceremónia elkezdődik négy órával később, amikor Murtagh és Tövis elmenekülnek. Ezután Rorant elküldik az első küldetésére, mivel a sereg tagja; lesből kell megtámadnia a Birodalom egyik ellátási kocsijainak egy társzekerét.
Miután sikerrel teljesíti ezt, elküldik egy másikra, ahol egy újabb ellátmányt szállító szekereket kell megtámadni. Ezt olyan katonák őrzik, akik nem éreznek fájdalmat, és Roranék olyan magas áldozatot kell hozniuk, hogy parancsnokukkal együtt kilencen térnek vissza. A parancsnok ezután képtelen szolgálni a seregben, mert elvesztette a karját, új parancsnokot kell választaniuk. Kicsivel, miután hazatér, Rorant egy újabb küldetésre küldik, ahol egy Surdában fosztogató birodalmi sereget kell legyőzniük. Az új parancsnok terve majdnem halálba viszi a katonákat, Roran átveszi a parancsnokságot. Annak ellenére, hogy megmenti a küldetést, és megöl egyedül 193 embert, engedelmesség hiánya miatt parancsnoka felfüggeszti.
Amikor visszaérnek a vardenekhez, Nasuada 50 korbácsütésre ítéli Rorant. Néhány órával később Nasuada előlépteti parancsnokká és megparancsolja neki, hogy támadjanak meg egy újabb szekérkaravánt, Rorannak emberek és urgallok vannak a csapatában, Nasuada így szeretné erősíteni a két faj közötti kapcsolatot. A küldetést sikeresen végrehajtják ám néhány urgal ellenséges katonát kínoz, amit Roran elítél. Egy urgal kihívja Rorant a kapitányságáért cserébe, és Roran győz. Ezután Roran visszatér a vardenek sátrához, ahonnan Feinsterbe indulnak, ahol majd segítenek az ostromban, sikeresen.
|  | Itt a vége a cselekmény részletezésének! |

## Magyarul
- Brisingr; ford. Bihari György, Sóvágó Katalin; Európa, Bp., 2009